# 宋琏 (1909年)
宋琏（1909年—1991年12月2日），女，河北蠡县人，中华人民共和国政治人物。

## 生平
1929年，宋琏在保定女子师范学校参加学生运动。1930年2月加入中国共产党，同年参加中国共产党领导的革命工作。历任中共北平女子师范大学党支部书记、陕北公学队主任、中共长沙市委书记、中共湖南省委妇女工作组组长、中央管理局保育委员会主任。
1949年中华人民共和国成立以后，宋琏历任中共湖北省委妇委会书记、中共中央中南局妇联副主任、中央人民政府最高人民法院中南分院副院长、中共北京市监察委员会常委、副书记、北京市人民检察院副检察长、北京市人民检察院顾问等职，1985年12月离休。宋琏是第一届全国人大代表。
1991年12月2日，宋琏在北京病逝，享年82岁。1991年12月7日，遗体火化。

## 家人
- 丈夫 聂洪钧